# Praey for the Gods
Praey for the Gods est un jeu vidéo de survie d'action-aventure développé par No Matter Studios. Initialement publiée via un accès anticipé en janvier 2019, la version complète du jeu est sortie pour Windows, PlayStation 4, PlayStation 5 et Xbox One en décembre 2021.

## Développement
Le développement de Praey for the Gods a commencé en 2014 à San Francisco. No Matter Studios, le développeur du jeu, est composé de trois personnes, Brian Parnell, Hung-Chien Liao et Tim Wiese. Ils ont d'abord travaillé à temps partiel sur le jeu. Le 19 octobre 2015, No Matter Studio a révélé le jeu étant Prey of the Gods, avec une courte bande-annonce sur YouTube. En février 2016, le studio a déménagé à Seattle, dans l'état de Washington pour travailler sur le jeu à plein temps. Le studio a financé le jeu via Kickstarter en juillet 2016. Il a finalement permis de lever plus d'un demi-million de dollars, doublant les attentes initiales des équipes (300 000 USD). Pour cette raison, la portée et l'échelle du jeu ont également été considérablement élargies. Selon No Matter, le gameplay a été inspiré par Shadow of the Colossus, Deus Ex, DayZ et Bloodborne.
No Matter Studios a déposé une demande de protection de marque pour le nom Prey of the Gods en mai 2016; cependant ZeniMax Media, qui détient la marque commerciale du nom Prey dans le secteur des jeux vidéo, a émis une objection à la marque Prey of the Gods, citant qu'elle était trop similaire à leur Prey. No Matter Studios a choisi d'abandonner la question de la marque, ne voulant pas se lancer dans une bataille juridique avec ZeniMax, et a annoncé le changement de Praey for the Gods en mai 2017, juste avant la sortie de ZeniMax's Prey,,.
Le jeu est sorti pour la première fois via le programme d'accès anticipé de Steam le 31 janvier 2019. Le studio s'attendait initialement à ce que le jeu reste en accès anticipé pendant 6 à 12 mois. En octobre 2020, No Matter a annoncé que la version complète du jeu devrait sortir au premier trimestre 2021 pour Windows, Xbox One, PlayStation 4 et PlayStation 5,.